# Scavi di Corinto

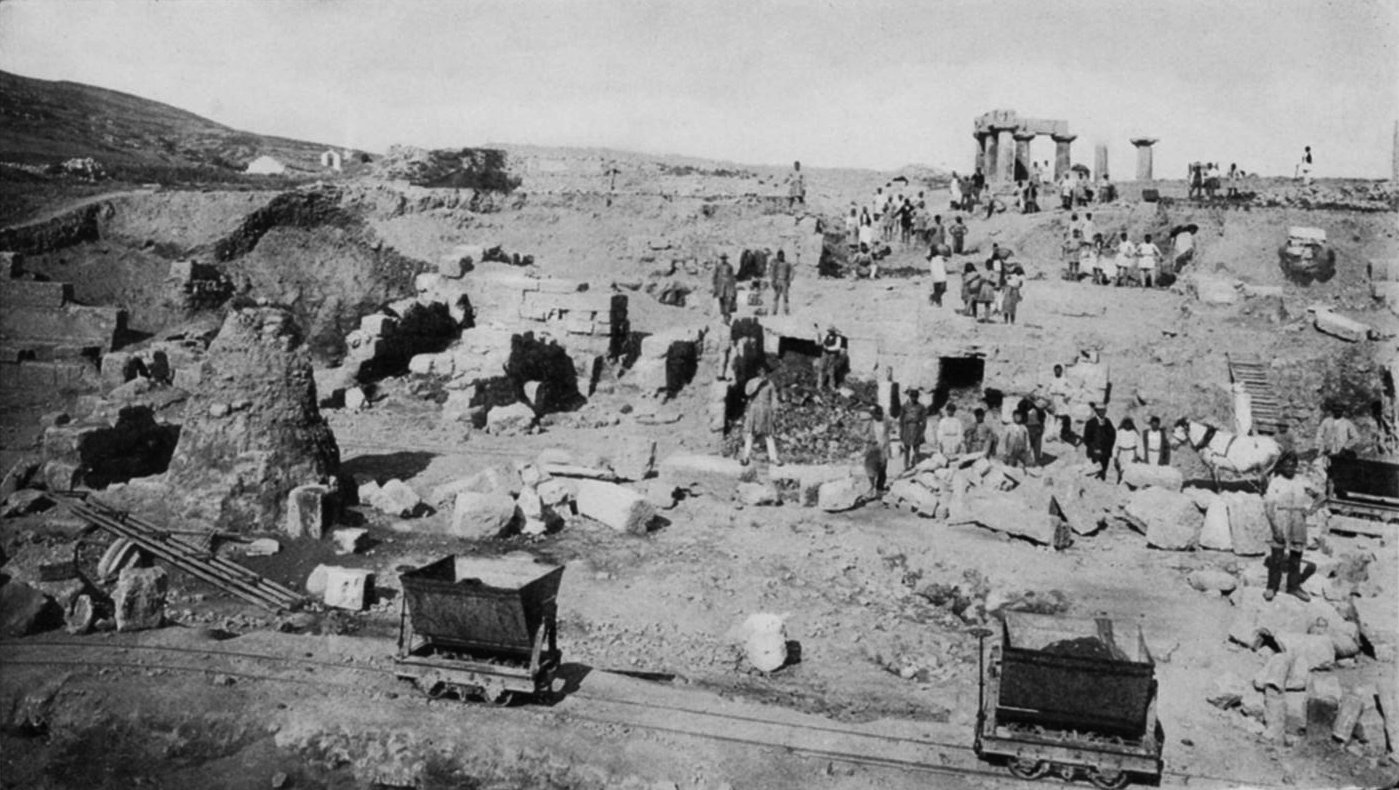
Veduta degli scavi del 1898

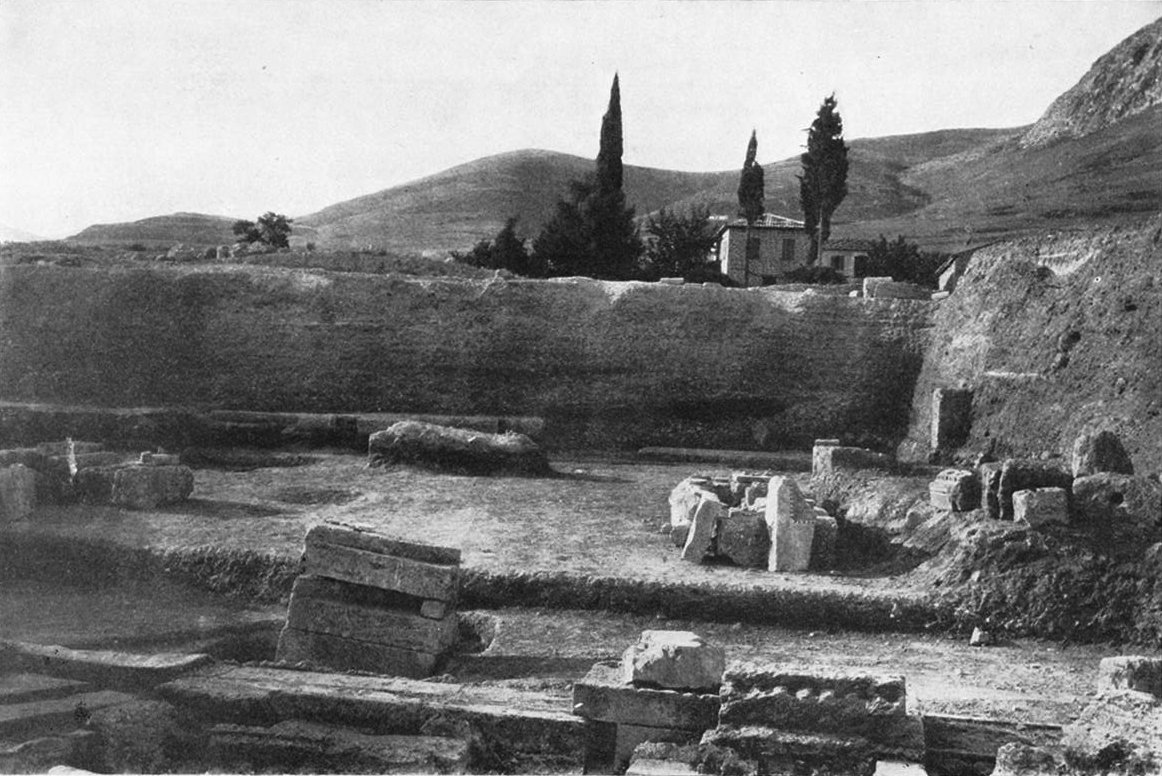
Veduta degli scavi del 1905.

Gli Scavi di Corinto, effettuati dalla Scuola Americana di Studi Classici ad Atene, iniziarono nel 1896 e hanno continuato con poche interruzioni fino ad oggi.
Limitata dal moderno villaggio dell'Antica Corinto, che sovrasta direttamente la città antica, l'obiettivo principale delle indagini scolastiche è stato quello dell'area attorno alla metà del VI secolo a.C., il Tempio di Apollo. Questo monumento dominante è stato visibile fin dall'antichità. Archeologi come Bert Hodge Hill, Carl Blegen, William Dinsmoor, Sr., Oscar Broneer e Rhys Carpenter hanno lavorato per scoprire gran parte del sito prima della Seconda Guerra Mondiale. Da allora, sotto la guida di Henry Robinson (1959-1965), Charles K. Williams II (1965-1997) e Guy D. Sanders (1997-oggi), gli scavi hanno chiarito la storia archeologica della città dal Primo periodo neolitico (6500-5750 a.C.) fino ai primi tempi moderni.
Il Santuario di Demetra e Kore sulle pendici dell'Acrocorinto nel quartiere dei vasi, nei siti del Santuario di Asclepio e della Basilica della Porta Kenchreiana. Le indagini attuali si concentrano sull'area del campo di Panayia, situato a sud-est del sito. Scavi scolastici e progetti affiliati all'ASCSA hanno anche esplorato intensamente l'ampia area di Corinto, compresi gli insediamenti circostanti di Korakou, Cencrea e Giochi Istmici. I reperti di queste opere sono custoditi nel Museo archeologico dell'antica Corinto.